# Monte Recheshnoi
Il Monte Recheshnoi è uno stratovulcano profondamente eroso posto nella parte sud-occidentale dell'isola di Umnak, nelle Aleutine. Il fianco settentrionale del vulcano  ha una delle aree termali più estese e calde dell'Alaska.